# Tiến hóa loài người

Lược đồ họ Hominidae: các phân họ Ponginae và Homininae, và các nhánh: Pongo (đười ươi), Gorilla (khỉ đột), Pan (tinh tinh) và Homo

Tiến hóa của loài người là quá trình tiến hóa dẫn tới sự xuất hiện của người hiện đại về mặt giải phẫu. Chủ đề thông thường tập trung vào lịch sử tiến hóa của linh trưởng — cụ thể là chi Homo, và sự xuất hiện của Homo sapiens như là một loài khác biệt trong Hominidae (tức "vượn lớn") — chứ không phải nghiên cứu về lịch sử sớm hơn đã dẫn tới sự ra đời của linh trưởng.
Nghiên cứu về sự tiến hóa của loài người áp dụng sự liên kết đa ngành, bao gồm nhân loại học, linh trưởng học, di truyền học, khảo cổ học, cổ sinh vật học, ngôn ngữ học, phong tục học, tâm lý học tiến hóa và phôi học.
Quan điểm chính trong giới khoa học đề cập đến nguồn gốc của người hiện đại về mặt giải phẫu là giả thuyết được gọi là "rời khỏi châu Phi" (OOA, Out of Africa) hay "nguồn gốc châu Phi gần đây của người hiện đại" (RAOMH) hay giả thiết nguồn gốc châu Phi gần đây (RAO), cho rằng loài người (Homo sapiens) có nguồn gốc châu Phi và di cư ra khỏi lục địa này vào khoảng 100 đến 50 Ka BP (Ka BP = Kilo annum before present = ngàn năm trước).
Homo sapiens sau đó đã thay thế Homo erectus ở châu Á và người Neanderthal ở châu Âu.

## Lịch sử

### Trước Darwin
Từ homo, tên gọi một chi sinh học mà loài người thuộc về, là tiếng Latin để chỉ "con người" hay "loài người", được Linnaeus chọn đầu tiên trong hệ thống phân loại của mình. Từ "con người" trong tiếng Latin là humanus, dạng tính từ của homo, và nó xuất phát từ gốc Ấn-Âu *dhghem có nghĩa "trái đất". Linnaeus và các nhà khoa học khác cùng thời đã coi các loài vượn lớn là các họ hàng gần nhất của loài người dựa trên các nét tương đồng về hình thái và giải phẫu.

### Darwin
Khả năng kết nối con người với loài khỉ trước đó theo huyết thống trở nên rõ ràng chỉ sau năm 1859 với việc Charles Darwin xuất bản Nguồn gốc các loài, trong đó ông lập luận cho ý tưởng về sự tiến hóa của những loài mới từ loài trước đó. Cuốn sách của Darwin đã không giải quyết câu hỏi về sự tiến hóa của con người, chỉ nói rằng "Ánh sáng sẽ làm sáng tỏ về nguồn gốc của con người và lịch sử của mình."
Các cuộc tranh luận đầu tiên về bản chất của quá trình tiến hóa của con người nảy sinh giữa Thomas Henry Huxley và Richard Owen. Huxley lập luận cho sự tiến hóa của con người từ loài khỉ bằng cách minh họa nhiều điểm tương đồng và khác biệt giữa con người và loài khỉ, và đã làm như vậy đặc biệt là vào năm 1863 cuốn sách "Bằng chứng vị trí con người trong tự nhiên" (Evidence as to Man's Place in Nature). Tuy nhiên, nhiều người ủng hộ ban đầu của Darwin (như Alfred Russel Wallace và Charles Lyell) đã không đồng ý ngay rằng nguồn gốc của năng lực tinh thần và sự nhạy cảm đạo đức của con người có thể được giải thích bởi sự chọn lọc tự nhiên, mặc dù điều này sau đó đã thay đổi. Darwin áp dụng các lý thuyết về sự tiến hóa và chọn lọc giới tính cho con người khi ông xuất bản "The Descent of Man" vào năm 1871.

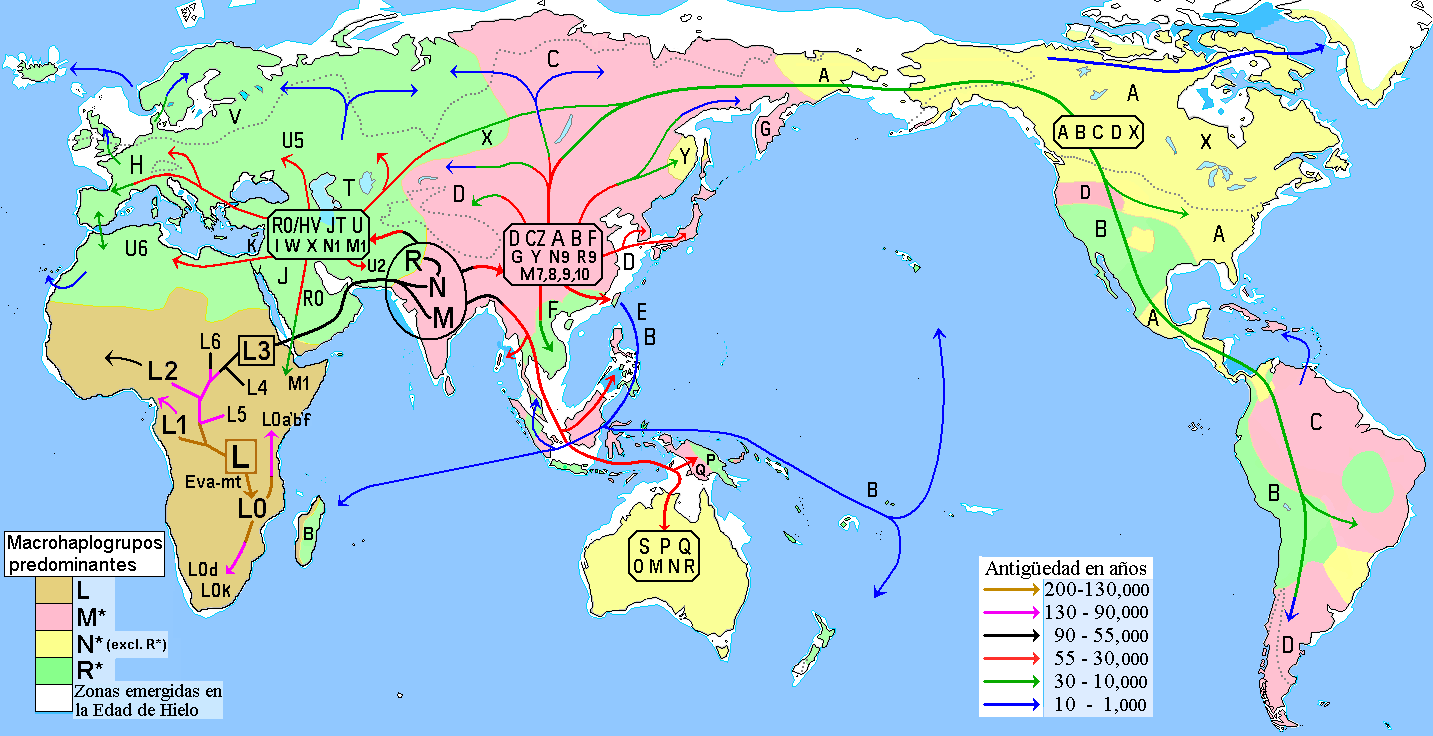
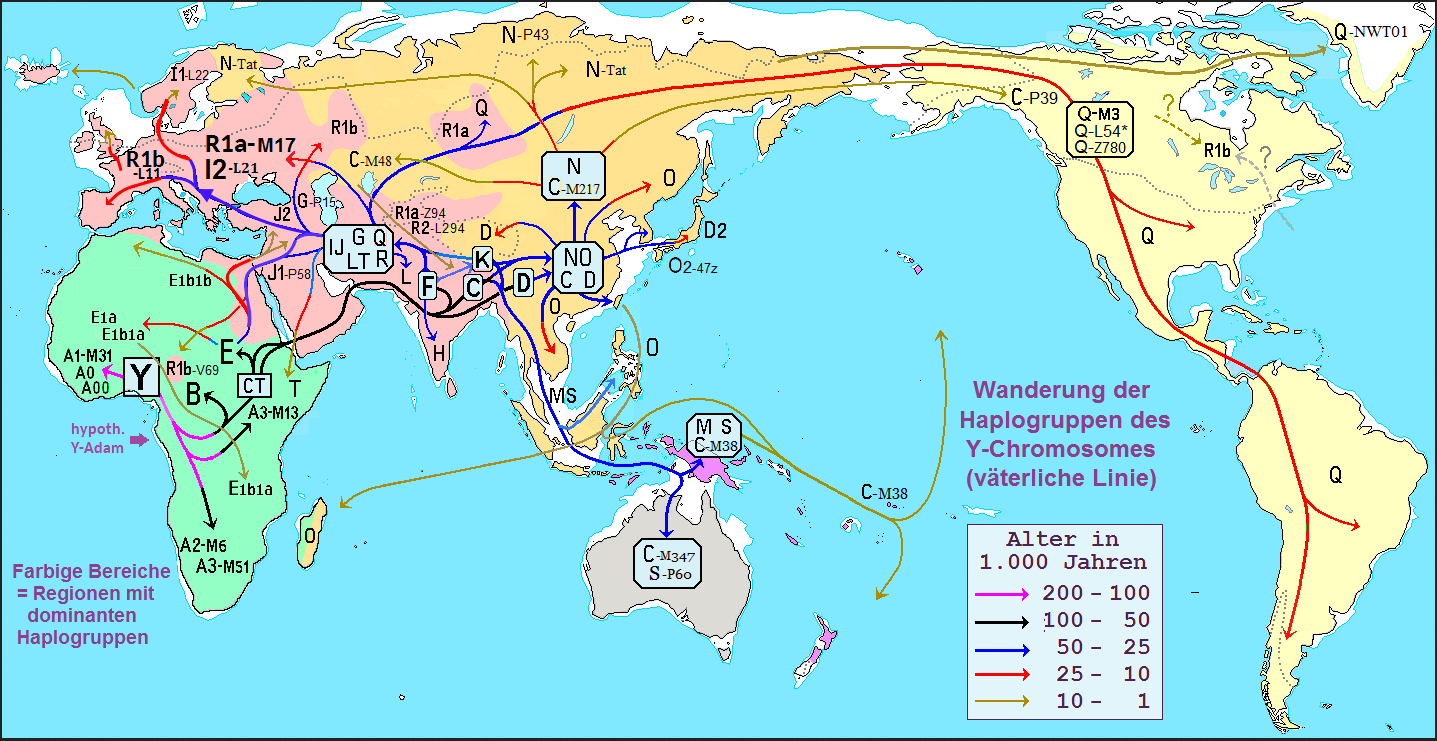

## Bằng chứng
Bao gồm các quá trình tiến hóa từ loài vượn cổ thành con người và các dấu tích được tìm thấy.